# Enterokinase

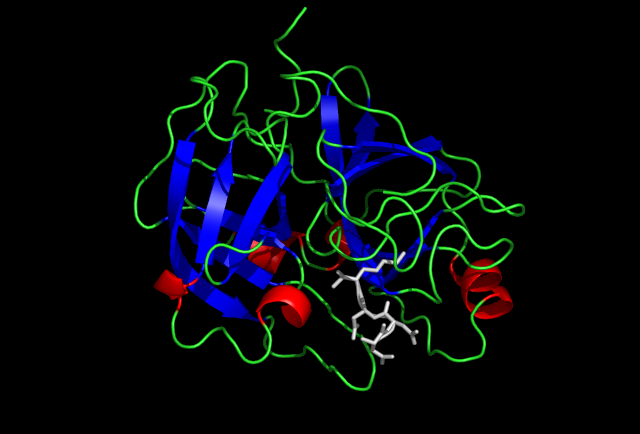
Model van enterokinase met een inhibitor

Een enterokinase is een enzym dat in de twaalfvingerige darm voorkomt. Het zet trypsinogeen, de inactieve vorm van trypsine, in trypsine om. Trypsine zet vervolgens alle andere pro-enzymen om in de actieve vorm. Expressie-vectoren, gebruikt om bacteriën een gewenste proteïne te laten maken, bevatten vaak een DNA-sequentie die codeert voor een enterokinase. Ondanks de oude naam is het geen kinase.